# Hidetaka Miyazaki
Hidetaka Miyazaki (宮崎英高 Miyazaki Hidetaka?, Shizuoka, Prefectura de Shizuoka, Japón, 19 de septiembre de 1974) es un diseñador y director de videojuegos japonés y actual presidente de la empresa desarrolladora de videojuegos FromSoftware. Miyazaki empezó a trabajar en FromSoftware como programador en 2004, y después de trabajar en la saga Armored Core, se hizo conocido por crear la franquicia Souls. Tras el éxito del videojuego Dark souls (2011), Miyazaki fue ascendido a presidente de FromSofware en 2014. Desde entonces, es conocido por ser el autor de los títulos Bloodborne (2015), Dark Souls III (2016), Sekiro: Shadows Die Twice (2019) y Elden Ring (2022).

## Infancia
Se conoce poco de esta porque no le gusta contar su biografía, pero si que se conoce que creció en una familia de pocos recursos. Gracias a la biblioteca de su prefectura natal, pudo leer diferentes libros y mangas con los que mucho más tarde se basaría para crear diferentes títulos, entre ellos, la saga Souls.[cita requerida]

## Carrera
Miyazaki nació el 19 de septiembre de 1974 y creció en Shizuoka, Japón. Estudió en la Universidad de Keiō, graduándose en ciencias sociales. Posteriormente, trabajó como gerente de cuentas para la empresa estadounidense, Oracle Corporation, para poder pagar los estudios universitarios de su hermana menor. En 2001, un amigo le recomendó jugar al vidoejuego Ico, lo cual despertó en él el deseo de cambiar su carrera profesional por la de diseñador de videojuegos.  Miyazaki descubrió que algunas compañías de juegos le ofrecían empleo a la edad de 29 años y sin experiencia en la industria del videojuego, una de ellas era FromSoftware. Comenzó trabajando en la planificación del desarrollo de Armored Core: Last Raven en 2004. Más tarde, fue director de los títulos Armored Core 4 (2006) y su secuela directa Armored Core: For Answer (2008).
Después de descubrir lo que más tarde sería Demon's Souls, Miyazaki se emocionó con la posibilidad de un título de fantasía y rol de acción; y se ofreció a ayudar. El proyecto en desarrollo se consideraba un fracaso en la compañía. Miyazaki creyó que las perspectivas negativas de FromSoftware le permitían tomar el control del proyecto, ya que cualquier otra idea fallida no lo empeoraría. A pesar de que el juego fue recibido negativamente en la feria de videojuegos Tokyo Game Show de 2009 y vendió menos de lo esperado al principio, el número de ventas comenzó a aumentar tras unos meses y pronto se presentaron distribuidores dispuestos a exportar el título fuera de Japón. Después del lanzamiento del siguiente juego, sucesor espiritual de Demon's Souls, Dark Souls en 2011, Miyazaki fue ascendido al cargo de presidente en 2014. El cambio de carrera profesional en Japón y el posterior ascenso a presidente de una empresa en 10 años se consideró algo sin precedentes.
Después del lanzamiento de Dark Souls: Prepare to Die Edition, una versión del juego base que también incluía la expansión Artorias of the Abyss, en agosto de 2012, Sony Computer Entertainment se dirigió a FromSoftware para tratar el desarrollo cooperativo de un nuevo título. Miyazaki preguntó sobre la posibilidad de desarrollar un juego para consolas de octava generación, y el concepto de Bloodborne se desarrolló a partir de ahí. A pesar de no tener ninguna conexión en su historia o ambientación con los títulos anteriores de FromSoftware, Miyazaki admitió que "tiene el ADN de Demon's Souls y su diseño de niveles muy específico". El desarrollo de la secuela Dark Souls II, así como el de su edición Dark Souls II: Scholar of the First Sin fue paralelo al de Bloodborne. La dirección de Dark Souls II estuvo a cargo de Tomohiro Shibuya y Yui Tanimura, mientras que Miyazaki solo participó como supervisor, mientras dirigía el desarrollo de Bloodborne, ya que era incapaz de dirigir los dos títulos de forma simultánea. Tras el lanzamiento de Bloodborne en marzo de 2015, Miyazaki regresó a la serie de videojuegos Souls como el director de Dark Souls III, uniéndose al equipo a mitad de desarrollo y lanzándolo al mercado al año siguiente. Tras su lanzamiento, Miyazaki declaró sus intenciones de no desarrollar más títulos de la serie Dark Souls.
En 2018, FromSoftware publicó su primer videojuego de realidad virtual titulado Deraciné, el cual estuvo bajo la dirección de Miyazaki y se lanzó al mercado para la plataforma PlayStation 4 y su casco accesorio PlayStation VR. En entrevistas anteriores al lanzamiento, Miyazaki declaró que buscaban explorar las posibilidades de la realidad virtual a la vez que "traer ideas frescas pero que no necesitaran de grandes producciones" y que solo esta tecnología permitía explorar una temática de "existencia versus no-existencia". Al año siguiente, Miyazaki cambió de nuevo de temática con el videojuego Sekiro: Shadows Die Twice, un título ambientado en el período Sengoku de la historia de Japón, donde el jugador controla a un shinobi. Al comienzo del desarrollo, el objetivo era crear un nuevo título de la serie Tenchu; sin embargo el proyecto se desvió hacia algo completamente nuevo. Sekiro: Shadows Die Twice ganó el premio a mejor juego del año en la gala de los Game Awards 2019 entre otros premios.
 

En el E3 2019, se anunció el título Elden Ring, surgido de una colaboración entre Miyazaki y el escritor de fantasía George R. R. Martin, conocido por ser el autor de la serie de libros Canción de hielo y fuego. Elden Ring vendió más de 30 millones de unidades, siendo uno de los videojuegos más vendidos de todos los tiempos. También recibió múltiples premios, entre ellos el de mejor juego del año en los Game Awards 2022. Más tarde, en 2023 se publicó Armored Core VI: Fires of Rubicon, en el cual Miyazaki participó como director solo en el comienzo del desarrollo, cediendo el rol después a Masaru Yamamura. 

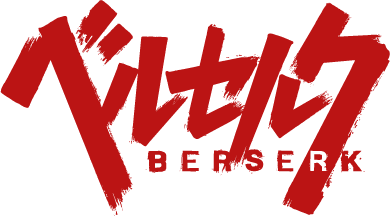
Berserk (manga) una de las muchas inspiraciones de Hidetaka Miyazaki.

## Influencias
Las influencias de Miyazaki incluyen videojuegos tales como Ico, los primeros juegos de la saga Dragon Quest, y la franquicia King's Field, además de mangas como Berserk, Los Caballeros del Zodiaco y JoJo's Bizarre Adventure. y libro-juegos como Steve Jackson's Sorcery!. Su juego de mesa favorito es King of Dragon Pass, cuyo mundo, Glorantha, ha tenido influencia sobre juegos como Elden Ring. El dios sol Yelm seria análogo a Godwyn, ya que ambos son asesinados con la muerte.

## Obras
| Lanzamiento              | Título                    | Rol                |
| ------------------------ | ------------------------- | ------------------ |
| 4 de agosto de 2005      | Armored Core: Last Raven  | Diseñador          |
| 21 de diciembre de 2006  | Armored Core 4            | Director           |
| 19 de marzo de 2008      | Armored Core: For Answer  | Director           |
| 5 de febrero de 2009     | Demon's Souls             | Director           |
| 22 de septiembre de 2011 | Dark Souls                | Director Productor |
| 11 de marzo de 2014      | Dark Souls II             | Supervisor         |
| 24 de marzo de 2015      | Bloodborne                | Director           |
| 11 de abril de 2016      | Dark Souls III            | Director           |
| 6 de noviembre de 2018   | Déraciné                  | Director           |
| 22 de marzo de 2019      | Sekiro: Shadows Die Twice | Director           |
| 25 de febrero de 2022    | Elden Ring                | Director           |
| 2026                     | The Duskbloods            | Director           |